# ليزي فالدمولر
ليزي فالدمولر (بالألمانية: Lizzi Waldmüller) (25 مايو 1904 في كنيتلفلد، ستيريا - 8 أبريل 1945 في فيينا) كانت ممثلة أفلام ومغنية نمساوية.
كان أول ظهور لها في المسرح في العشرينات من القرن الماضي في مدينة إنسبروك، انتقلت بعدها من غراتس وفيينا إلى ألمانيا.
أصبحت مشهورة مع باول لينكي من خلال الأغنية التي ألفها ثيو ماكيبين «أنا امرأة، الشخص الذي يتكلم».
مع بداية الثلاثينات من القرن الماضي بدأت ليزي في تمثيل أدوار ثانوية مع نجوم ذلك الوقت مثل هاينتس رومان، هانس ألبرس ومع زوجها أيضا ماكس هانزن (هذا الزواج استمر إلى غاية 1938). اقتحامها الكبير كان عام 1939 في فيلم بيل آمي الذي مثلت فيه دور راشيل. في هذا الفيلم غنت ليزي أغنية لديك الحظ عند النساء، بيل آمي.
مثلت فيما بعد أيضا كنجمة في أفلام الأوبرا.
في 8 ماي 1945 وقبل شهر واحد من انتهاء الحرب العالمية الثانية توفيت ليزي إثر هجوم بالقنابل على فيينا ودفنت هناك.

## فهرس لبعض من أفلامها
- الذبابة الإسبانية 1931.
- حب على أول صوت 1932.
- ضحك وراثي 1933.
- موعد في الجنة 1936.
- بيل آمي 1939.
- موسيقى الحلم 1940.
- كازانوفا يتزوج 1940.
- موسيقى الحلم 1940.
- سيدة لونا 1941.
- كل شيء لغلوريا 1941.
- ليلة واحدة في البندقية 1942.
- رقصة الفالتسر معك 1943.
- عاش الحب 1944.

## وصلات خارجية
- ليزي فالدمولر على موقع IMDb (الإنجليزية)
- ليزي فالدمولر على موقع ألو سيني (الفرنسية)
- ليزي فالدمولر على موقع ميوزك برينز (الإنجليزية)
- ليزي فالدمولر على موقع قاعدة بيانات الأفلام السويدية (السويدية)
- ليزي فالدمولر على موقع ديسكوغز (الإنجليزية)
- ليزي فالدمولر على موقع قاعدة بيانات الفيلم (الإنجليزية)
- ليزي فالدمولر على موقع كينوبويسك (الروسية)

- صور ليزي فالدمولر
- أغنيتها المشهورة لديك الحظ عند النساء، بيل آمي من موقع يوتيوب على يوتيوب